# Innoxius magnus
Genre
Espèce
Synonymes
- Stenostygnus magnus Caporiacco, 1951

Innoxius magnus, unique représentant du genre Innoxius, est une espèce d'opilions laniatores de la famille des Stygnidae.

## Distribution
Cette espèce est endémique de l'État de Mérida au Venezuela. Elle se rencontre vers Libertador et Justo Briceño.

## Description
Le juvénile holotype mesure 6,7 mm.
Le mâle décrit par  en mesure 5,92 mm et la femelle 5,83 mm.

## Systématique et taxinomie
Cette espèce a été décrite sous le protonyme Stenostygnus magnus par Caporiacco en 1951. Elle est placée dans le genre Innoxius par Pinto-da-Rocha en 1997.

## Publications originales
- Caporiacco, 1951 : « Studi sugli Aracnidi del Venezuela raccolti dalla Sezione di Biologia (Universitá Centrale del Venezuela). I Parte: Scorpiones, Opiliones, Solifuga y Chernetes. » Acta Biologica Venezuelica, vol. 1, p. 1–46.
- Pinto-da-Rocha, 1997 : « Systematic review of the Neotropical family Stygnidae (Opiliones, Laniatores, Gonyleptoidea). » Arquivos de Zoologia do Estado de São Paulo, vol. 33, no 4, p. 163–342.